# Port lotniczy Dżalalabad
Port lotniczy Dżalalabad (IATA: JAA, ICAO: OAJL) – port lotniczy położony 5 km na południowy wschód od Dżalalabadu, w prowincji Nangarhar, w Afganistanie.